# Arc musical
|  | Aquest article tracta sobre l'instrument musical. Si cerqueu l'accessori per a tocar instruments de corda fregada, vegeu «arquet». |

L'arc musical és un instrument musical conformat per una corda tensada entre els extrems d'una barra corbada, generalment de fusta. En la classificació d'instruments musicals Hornbostel-Sachs, és un cordòfon simple, la corda del qual pot ser pinçada, fregada o percudida.
Aquest instrument musical té una forma semblant a l'arc que s'usa com a arma i, de fet, es desconeix si aquest va ser o no el seu primer ús. Les pintures rupestres de la Gruta de Trois Frères, al sud de França, datades al voltant de mil·lenni XV aC, mostren un ritual on un arc ja va ser utilitzat com a instrument musical. Aquest fet fa que alguns estudiosos considerin l'arc musical el primer instrument de corda utilitzat per l'ésser humà. El que sí que se sap de cert, és que s'utilitza des de temps remots i en diversos continents.
Els tipus d'arc musicals més corrents són l'arc a terra, l'arc de boca i l'arc de carabassa. El primer consta d'una tija o pal clavats a terra i una corda fixada per un extrem a la tija o pal i per l'altre a una membrana, sovint feta d'escorça, que cobreix un petit forat fet a terra. En l'arc de boca, el músic utilitza la boca com a ressonador, i en el cas de l'arc de carabassa, és aquesta la que fa la funció de caixa de ressonància.
Els arcs musicals encara s'utilitzen en nombroses cultures, i en diferents zones del món. El berimbau, un arc musical d'Angola i Brasil, guanya adeptes progressivament a conseqüència de la seva associació amb la capoeira. Als Estats Units, l'arc musical va ser importat pels esclaus africans. També es pot trobar entre els indis dels Apalatxes, on li diuen arc de boca.